# Georges Cazes
Pour les articles homonymes, voir Cazes.
Georges Cazes, né le 20 novembre 1940 à Bagnères-de-Luchon (Haute-Garonne) et décédé le 2 octobre 2011 à Avon, est un géographe français spécialiste du tourisme. Il était professeur à l'Université de Paris I et fut aussi l'un des premiers militants d'une recherche dédiée au tourisme. De plus, il fut nommé Président à l'AFEST de 1985 à 1994 et dirigeait une collection (tourismes et sociétés) aux Éditions l'Harmattan. Il avait également enseigné à l'université de Reims, et écrit plusieurs articles dans la revue du département de géographie, le TIGR.

## Études du tourisme
Les recherches de Georges Cazes ont porté sur les liens entre le tourisme et le développement. Il a travaillé pour que le tourisme soit pris en compte comme domaine d'enseignement et de recherche. Il a plaidé pour que la « Géographie culturelle et sensorielle » fasse partie des sciences humaines et sociales. Pour lui, la tendance nouvelle est la confrontation de plus en plus directe entre les opérateurs locaux disposant de moyens réduits, et les vastes "machins" plurinationales de la réservation, du transport, du voyagisme ou de l'hébergement et de l'animation, toutes originaires du "Nord". Il a toujours jugé primordial de respecter en premier lieu les choix des pays du « Sud ».

## Publications

### Livres
- 1964 - Le tourisme à Luchon et dans le Luchonnais., 224 p.
- 1992 - Tourisme et tiers-monde, un bilan  controversé. Les nouvelles colonies de vacances, Édition Harmattan, 208 p.
- 1992 - Fondements pour une géographie du tourisme, Édition Bréal, 189 p.
- 1993 - Le tourisme en France, Que sais-je ?  n° 2147, Presses Universitaires De France, Paris (2e édition 1995).

### Ouvrages collectifs
- 1973 - Les mutations récentes de l'économie française : De la croissance à l'aménagement, avec Alain Reynaud, Edition Doin, 215 p.
- 1985 - L'Espagne et le Portugal aux portes du Marché commun (Histoire et géographie économique), avec Jean Domingo et André Gauthier, Édition Bréal, 268 p.
- 1986 - L'aménagement touristique, avec Robert Lanquar et Yves Raynouard, Presses Universitaires De France, Paris, Que sais-je ?, N°1882, 128 p., (2e édition 1993).
- 1991 -  Le sous-développement et ses critères, avec Jean Domingo, Édition Bréal, 255 p.
- 1996 - Le tourisme urbain (avec Françoise Poitier), Que sais-je ?, Presses Universitaires De France, Paris, 128 p.
- 1998 - Le tourisme et la ville : expériences européennes, avec Françoise Potier, Édition L'Harmattan, 198 p.
- 2000 - Tiers monde (avec Jean Domingo), Édition Bréal, 320 p.
- 2001 - L'aménagement touristique et le développement durable (avec Robert Lanquar), Que sais-je ?, Presses Universitaires De France, Paris, 127 p.

### Articles
- 1972 - 'Le rôle du tourisme dans la croissance économique: Réflexions à partir de trois exemples antillais', Tourism Review, Vol. 27  4, pp. 144-148
- 1976 - Le Tiers-monde vu par les publicités touristiques : Une image mystifiante, Centre des Hautes études touristiques, Les cahiers du Tourisme, 104 p.
- 1984 - Tourisme enclavé, tourisme intégré : Le grand débat de l'aménagement touristique dans les pays en développement, Centre des Hautes études touristiques, N°59 de Les Cahiers du Tourisme, 96 p.
- 1986 - Les stratégies dans le domaine de la production et de la distribution des voyages touristiques, Centre des Hautes études touristiques, Les cahiers du Tourisme, 63 p.
- 1987 - 'La géographie du tourisme : réflexion sur les objectifs et les pratiques en France', Annales de Géographie, Volume   96     Numéro 537, pp. 595-600.
- 1987 - L'île tropicale, figure emblématique du tourisme international, Centre des Hautes études touristiques, Les Cahiers du Tourisme, 28 p.
- 1988 - Les Grands parcs de loisirs en France, réflexions sur un nouveau champ de recherches, Centre des Hautes études touristiques, Les Cahiers du Tourisme, 46 p.
- 2004 - Les masques du tourisme, avec Georges Courade, Revue Tiers-monde 2/2004, N°178, 21 p.
- 2005 - Chine/Taïwan : la poudrière ?,avec Bernard Cazes, Rémi Perelman et Hugues de Jouvenel, Futuribles, N°309, 100 p.

## Sources
- Amirou Rachid, Bachimon Philippe, Dewailly Jean-Michel et Malézieux Jacques (2005), Tourisme et souci de l'autre : En hommage à Georges Cazes, Éditions L'Harmattan, 362 p.
- Clozier René (1965), 'Compte rendu de : « Le tourisme à Luchon et dans le Luchonais de Georges Cazes', L'information géographique, volume 29, n°29-5, p. 229.
- Geronimi Martine (1997), 'Compte rendu de :Le tourisme urbain de Georges Cazes et Françoise Potier', Cahiers de géographie du Québec, volume 41, n°113, p. 241-243 .
- Joly Gérard, « Cazes (Georges) », in Dictionnaire biographique de géographes français du XXe siècle, aujourd'hui disparus, PRODIG, Paris, hors-série Grafigéo, 2013, p. 44  (ISBN 9782901560838)
- Renucci Jannine (Avril 1984), 'Compte rendu de :Le tourisme en France de Georges Cazes', Revue de géographie de Lyon, n°59-1, p. 119.
- Urbain Jean-Didier (2012) Hommage – In Memoriam Georges Cazes, Mondes du tourisme, Actions politiques territorialisées et tourisme, N°5, 4 p.
- Vivian Robert (1965), 'Compte rendu de : Le tourisme à Luchon et dans le Luchonais de Georges Cazes', Revue de géographie alpine, volume 53, n°53-2, p. 343-344.
- Wackermann Gabriel (1990), 'Compte-rendu de : Les nouvelles colonies de vacances ? Le tourisme international à la conquête du Tiers Monde de Georges Cazes', Annales de Géographie, volume 99, n°554, p. 494-495.